# Novie McCabe
Novie McCabe (* 15. Dezember 2001 in Winthrop, Washington) ist eine US-amerikanische Skilangläuferin.

## Werdegang
McCabe trat im Dezember 2017 in Vernon erstmals im Nor-Am-Cup an, wo sie den 16. Platz über 10 km Freistil belegte. Bei den Nordischen Junioren-Skiweltmeisterschaften 2019 in Lahti  kam sie auf den 29. Platz über 5 km Freistil, auf den zehnten Rang im 15-km-Massenstartrennen und auf den vierten Platz mit der Staffel. Im folgenden Jahr holte sie bei den Nordischen Junioren-Skiweltmeisterschaften in Oberwiesenthal die Silbermedaille mit der Staffel. Zudem errang sie dort den 22. Platz im Sprint und den neunten Platz im 15-km-Massenstartrennen. Zu Beginn der Saison 2021/22 gab sie in Ruka ihr Debüt im Skilanglauf-Weltcup und belegte dabei den 61. Platz im Sprint. Beim folgenden Weltcup in Lillehammer holte sie mit dem 13. Platz mit der Staffel ihre ersten Weltcuppunkte. In Davos kam sie Mitte Dezember 2021 mit Platz 28 über 10 km Freistil erneut in die Punkteränge. Die Tour de Ski 2021/22 beendete sie auf dem 24. Platz. Beim Saisonhöhepunkt, den Olympischen Winterspielen 2022 in Peking, belegte sie den 24. Platz über 10 km klassisch, den 18. Rang im 30-km-Massenstartrennen und den sechsten Platz mit der Staffel.

## Siege bei Continental-Cup-Rennen
| Nr. | Datum         | Ort    | Disziplin                    | Serie         |
| --- | ------------- | ------ | ---------------------------- | ------------- |
| 1.  | 21. März 2024 | Duluth | 10 km klassisch              | US Super Tour |
| 2.  | 23. März 2024 | Duluth | Sprint klassisch 1           | US Super Tour |
| 3.  | 26. März 2024 | Duluth | 40 km Freistil Massenstart 1 | US Super Tour |